# Samantha Fish
Samantha Fish (* 30. Januar 1989 in Kansas City, Missouri) ist eine US-amerikanische Blues- und Country-Gitarristin, Sängerin und Songwriterin. Bei ihren Auftritten wird sie zumeist nur von E-Bass und Schlagzeug, manchmal auch von Keyboard, Saxophon und Trompete begleitet; bei ihren musikalischen Ausflügen ins Country-Milieu ist meist auch eine Geige mit von der Partie.

## Leben und Karriere
Samantha Fish stammt aus einer musikalischen Familie, denn sowohl ihr Vater als auch ihr Onkel spielten Bluesgitarre; sie selbst begann zunächst Schlagzeug, später dann im Alter von 15 Jahren, Gitarre zu spielen. Ihre ältere Schwester ist die Sängerin Amanda Fish. 
Fishs erste Auftritte erfolgten im Alter von 17 Jahren in Knuckleheads Saloon in Kansas City. In den folgenden Jahren spielte sie unter anderem gemeinsam mit Buddy Guy in dessen Club in Chicago und mit Ana Popović auf deren Europa-Tour. Ihr erstes Album Runaway mit neun von ihr selbst geschriebenen Titeln erschien 2011 bei Ruf Records. Die Kritik, die ihr 2012 den Preis für das beste Debüt bei den Blues Music Awards in Memphis, Tennessee verlieh, hob die Vielfalt der verschiedenen Stilrichtungen auf ihrem Erstlingswerk hervor. Ebenfalls auf Ruf Records folgten 2013 das von Mike Zito produzierte Studioalbum Black Wind Howlin’ – das Platz 7 der US-Blues-Albumcharts erreichte – und 2015 das von Luther Dickinson produzierte Studioalbum Wild Heart, mit dem sie erstmals auf Platz 1 dieser Auswertung kam. Mit jeweils zwei Jahren Abstand folgten die Alben Belle of the West und Kill or Be Kind an die Chartspitze. Letztgenanntes Album war auch Nummer 1 der Heatseekers Charts und brachte ihr auch eine Chartplatzierung in Europa auf den hinteren Plätzen der belgischen Charts. Am 17. September 2021 erschien ihr viertes Nummer-eins-Bluesalbum Faster. In der Schweiz gelang ihr damit der Einstieg in die offiziellen Charts.

## Diskografie
- 2011: Runaway

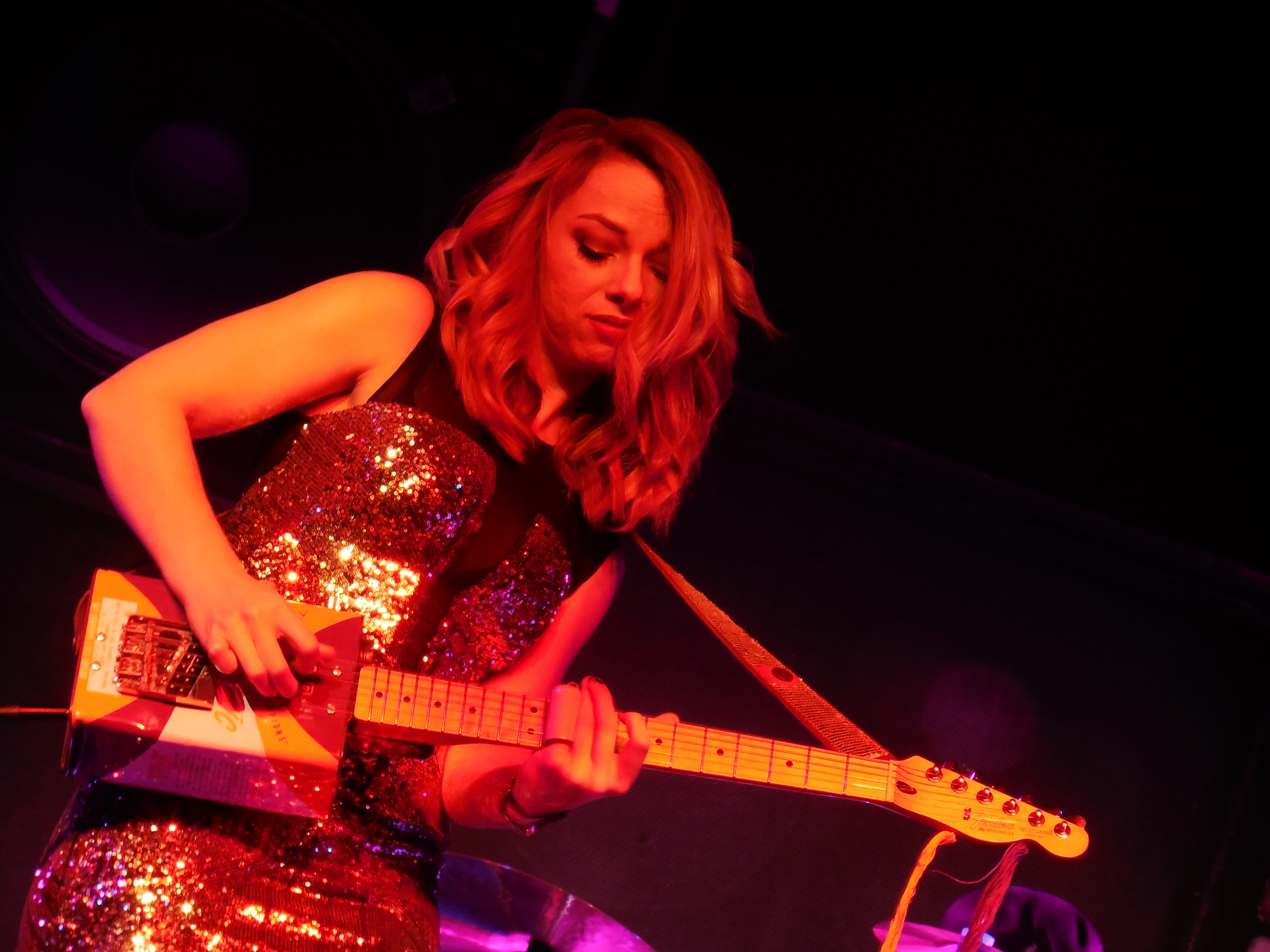
Fish in Sioux City (2015)

- 2011: Girls with Guitars (mit Cassie Taylor & Dani Wilde)
- 2012: Girls with Guitars Live (mit Dani Wilde & Victoria Smith)
- 2013: Black Wind Howlin’
- 2015: Wild Heart
- 2017: Chills & Fever
- 2017: Belle of the West
- 2019: Kill or Be Kind
- 2021: Faster
- 2023: Death Wish Blues (mit Jesse Dayton)
- 2025: Paper Doll